# Saha Airlines
Saha Airlines (ursprünglich Saha Airline, zeitweise auch Saha Air) ist eine iranische Fluggesellschaft mit Sitz in Teheran und Basis auf dem Flughafen Teheran-Mehrabad.

## Geschichte
Die Gesellschaft wurde im Jahr 1990 unter dem Namen Saha Airline als Staatsunternehmen gegründet, um militärische Auftragsflüge für die Iranische Luftwaffe (IRIAF) durchzuführen. Die Aufnahme des Flugbetriebs erfolgte am Ende desselben Jahres. Anfang 1991 betrieb Saha Airline je eine Boeing 707-300C, Boeing 747-100SF und Boeing 747-200F. Die drei Maschinen waren zuvor von der IRIAF eingesetzt worden. Das Unternehmen war anfangs ausschließlich als Frachtfluggesellschaft tätig und führte unter anderem wöchentliche Flüge zwischen Teheran und Singapur durch. Im Sommer 1992 stellte Saha Airline ihre ersten gebraucht erworbenen Fokker F-27 in Dienst, mit denen sie Passagier-Charterverkehr im Inland aufnahm. Gleichzeitig wurde das Unternehmen zur Saha Airlines umfirmiert. Im Jahr 1998 erfolgte eine weitere Umbenennung, wodurch die Gesellschaft den Namen Saha Air erhielt. Zu dieser Zeit bestand die Flotte aus zwei Fokker F-27-400M, zwei Fokker F-27-600, fünf Boeing 707-300C, einer Boeing 747-100SF sowie drei Boeing 747-200F.
Am 27. Juli 2012 wurde der Gesellschaft aufgrund von Sicherheitsbedenken vorübergehend die Lizenz durch die iranische Luftfahrtbehörde entzogen. Der Flugbetrieb konnte im August 2012 wieder aufgenommen werden. Nachdem im April 2013 ohne Ankündigung der Betrieb der beiden Boeing 707 ausgesetzt worden war, wurden bis Ende 2016 keine Flüge mehr durchgeführt.
Im November 2016 erhielt die Fluggesellschaft zwei gebrauchte Boeing 737-300, mit denen sie den Liniendienst wieder aufnahm. Daneben wurden zwei Boeing 747-100/-200 als Frachtmaschinen eingesetzt. Im Jahre 2017 wurde die Boeing 747-100 ausgemustert und eine weitere Boeing 737-300 in die Flotte aufgenommen.

## Flugziele
Saha Airlines bietet internationale Frachtflüge sowie nationale Passagierflüge an. Von Teheran aus werden im Passagierflugverkehr Maschhad, Schiras und Ahwaz angeflogen.

## Flotte
Mit Stand März 2022 besteht die Flotte der Saha Air aus vier Flugzeugen mit einem Durchschnittsalter von 29,4 Jahren:
| Flugzeugtyp    | Anzahl | bestellt | Anmerkungen | Sitzplätze (First/Business/Eco) |
| -------------- | ------ | -------- | ----------- | ------------------------------- |
| Boeing 737-300 | 3      |          |             |                                 |
| Boeing 747-200 | 1      |          |             |                                 |
| Gesamt         | 4      | -        |             |                                 |

Saha Air war die letzte Fluggesellschaft weltweit, die die Boeing 707 noch bis in das Jahr 2013 im Liniendienst einsetzte. Zeitweilig reisten Fluggäste nur für einen Flug mit diesem Flugzeug in den Iran.

## Zwischenfälle
- Am 26. April 1992 stürzte eine Fokker F-27 400M auf einem Flug nach Teheran in der Nähe von Saveh ab. 39 Personen kamen ums Leben.[14]
- Am 20. April 2005 verunglückte eine Boeing 707-3J9C der Saha Airlines (Luftfahrzeugkennzeichen EP-SHE) auf dem Flug von Kish Island nach Teheran. Beim Aufsetzen der Boeing auf der Landebahn 29L des Flughafens Teheran-Mehrabad führten Probleme mit dem Fahrwerk dazu, dass das Flugzeug über das Landebahnende hinaus und in den Kan Fluss rollte. Bei der anschließenden Evakuierung verloren 3 der 157 Passagiere ihr Leben, weil sie im Fluss ertranken (siehe auch Saha-Air-Flug 171).[15]
- Am 26. Oktober 2008 feierte die Boeing 707 im Iran als erster Jet der Luftfahrtgeschichte ihren 50-jährigen Einsatz als Passagierflugzeug mit einem Linienflug der Saha Air von Teheran-Mehrabad nach Mashhad. Der Jubiläumsflug mit der Flugnummer IRZ160 endete allerdings nach knapp 20 Minuten Flugzeit aufgrund technischer Probleme an der Hydraulik des Flugzeuges mit einer geglückten Notlandung wieder in Teheran-Mehrabad.[16]
- Am 14. Januar 2019 landete eine Boeing 707-3J9C (EP-CPP) auf einem Frachtflug von Bischkek nach Karadsch um 8:30 morgens auf dem 10 Kilometer entfernten, kleineren Flugfeld Fath, auf dessen Landebahn von lediglich ca. 1130 Meter nutzbarer Länge die Maschine nicht zum Stillstand gebracht werden konnte. Das Flugzeug überrollte das Landebahnende, durchbrach eine Betonmauer und ging letztlich in einer Reihe Häuser in Flammen auf. Von den 16 Personen an Bord wurde einzig der Flugingenieur lebend aus dem Wrack gerettet. Das Flugzeug war von der iranischen Luftwaffe geleast worden (siehe auch Flugunfall einer Boeing 707 der Saha Air 2019).[17][18]